# Blotrese
En blotrese var i fornnordisk mytologi ett stort övernaturligt väsen med fysisk kropp och väldiga krafter tillkomna genom att den under längre tid ägnats blodiga offer, blot. Den svenske sagokungen Eystein Illråde ska ha hållit en enorm blotko i Uppsala, vars råmande skrämde alla som hörde det, men den i litteraturen mest kände blotresen är den skotska, med trolldom stärkta, rese som den isländske skalden Kormak Ögmundarson nedkämpar till priset av sitt eget liv i Kormakssaga Ögmundarsonar.